# Carl Henrik Wattrang den yngre
Carl Henrik Wattrang, född 13 mars 1713 i Stockholm, död 16 april 1766 i Stockholm, var en svensk brukspatron och godsägare.
Wattrang var son till kammarrådet Carl Henrik Wattrang och Johanna Scharenberg (1681-1741). Wattrang blev student vid Uppsala universitet 1729 och auskultant i Bergskollegium 1735. Han reste utomlands 1741 för att studera och arbeta vid de utländska bergverken men återkom till Sverige 1741 för att överta driften av familjens egendomar efter moderns död. Som godsägare drev han Rinkesta slott, Tummelsta herrgård, Väsby gård, Kopparmora gård, Länna bruk samt  Åkers bruk. Han sålde Åkers bruk till rådmannen Gustaf Kierman i Stockholm 1752. Wattrang är begraven i Katarina kyrka i Stockholm, där en praktfull gravvård och hans vapen sattes upp. Efter hans död såldes 1767 Länna bruk samt Rinkesta och Tummelsta till kammarherren  Thure Leonard Klinckowström.